# Клешня, Марк Акимович
Марк Акимович Клешня (28 декабря 1899, Петриковка, Екатеринославская губерния, Российская империя — 1961, Акмолинская область, Казахская ССР, СССР) — советский коммунистический и государственный деятель, организатор сельскохозяйственного производства, первый секретарь Балкашинского, Молотовского и Шортандинского райкома Компартии Казахстана, Акмолинская область. Герой Социалистического Труда (1957). Депутат Верховного Совета Казахской ССР.

## Биография
Родился в 1899 году в крестьянской семье в селе Петриковка Екатеринославской губернии. В первое десятилетие XX века его семья переехала в село Ириновка Павлодарского уезда Семипалатинской области.
После получения начального образования работал в хозяйстве своих родителей.
В 1918—1919 годах служил рядовым 5-го полка армии Колчака. В 1919 году воевал в составе 16-го Семипалатинского революционного полка 4-го повстанческого корпуса. Участвовал в установлении советской власти в Семипалатинской области.
С 1920 по 1926 года на различных должностях волостных и уездных органах власти. В 1926—1927 годах обучался в Семипалатинской губернской СПШ. В декабре 1927 года вступил в ВКП(б).
С 1928 по 1935 года — заведующий отделом Павлодарского горисполкома, председатель Максим-Горьковского (1931—1932), Булаевского (1932) и Акмолинского (1933—1934) райплана. В марте 1935 года назначен председателем Тельмановского райисполкома Карагандинской области. С января 1937 года — начальник зернового управления Карагандинского облзу.
С 1938 по 1942 года — председатель Акмолинского райисполкома.
С 1942 года по 1951 года — 1-й секретарь Молотовского и Балкашинского райкомов Целиноградской области Компартии Казахстана.
С 1951 по 1958 год — 1-й секретарь Шортандинского райкома Компартии Казахстана. Принимал участие в организации освоения целинных земель. Указом Президиума Верховного Совета СССР от 11 января 1957 года за особо выдающиеся успехи, достигнутые в работе по освоению целинных и залежных земель, и получение высокого урожая удостоен звания Героя Социалистического Труда с вручением ордена Ленина и золотой медали «Серп и Молот».
Избирался депутатом Верховного Совета Казахской ССР.
Скончался в 1961 году.

## Награды
- Герой Социалистического Труда — указом Президиума Верховного Совета СССР от 11 января 1957 года
- Орден Ленина
- Орден «Знак Почёта»
- Орден Трудового Красного Знамени